# Засеок (Босанско Грахово)
Засеок је насељено мјесто у Босни и Херцеговини, у општини Босанско Грахово, које административно припада Федерацији Босне и Херцеговине. Према попису становништва из 2013. у насељу је живјело свега 23 становника.

## Становништво
| Националност       | 2013. | 1991. | 1981. | 1971. | 1961. |
| Срби               | 23    | 122   | 130   | 171   | 206   |
| Југословени        |       | 1     | 1     |       |       |
| Хрвати             |       |       |       |       | 3     |
| остали и непознато |       |       | 1     |       |       |
| Укупно             | 23    | 123   | 132   | 171   | 209   |

| Демографија | Демографија | Демографија |
| Година      | Становника  | Становника  |
| ----------- | ----------- | ----------- |
| 1961.       | 209         |             |
| 1971.       | 171         |             |
| 1981.       | 132         |             |
| 1991.       | 123         |             |
| 2013.       | 23          |             |